# Huy hiệu hoàng gia Thụy Điển
Huy hiệu hoàng gia Thụy Điển (tiếng Thụy Điển: Sveriges riksvapen) các hình thức lớn và nhỏ của họ, là những lớp quan chức Thụy Điển cho quốc vương của họ và các chính phủ. Hình dạng và cách sử dụng của nó được điều chỉnh bởi Luật 1982: 268.
Lớp áo vũ khí lớn hơn bị cắt đứt, và các phòng được ngăn cách bằng một cây thánh giá vàng. Phòng ngủ thứ nhất và thứ tư có màu xanh với ba vương miện vàng, đại diện cho Thụy Điển. Phòng ngủ thứ hai và thứ ba cũng có màu xanh lam, nhưng với ba thanh tôn, và một con sư tử vàng, đại diện cho Nhà Bjälbo, cai trị Thụy Điển từ năm 1250 đến 1364. Nó đã được biết đến từ thế kỷ 15.
Ở trung tâm của chiếc áo là một lớp vỏ nhỏ. Phần bên phải được viết bằng bút chì trong một dải màu xanh, trắng và đỏ, với một sợi dây bằng vàng. Huy hiệu này là của Nhà Vasa, cai trị Thụy Điển từ năm 1523 đến 1654. Phần bên trái có màu xanh với một con đại bàng Napoleonic vàng, trên một cây cầu màu, có nguồn gốc từ thị trấn Pontecorvo của Ý. Ở phía trên là bảy ngôi sao chính của chòm sao của chòm sao Bắc Đẩu trong màu vàng. Huy hiệu này là của Nhà Bernadotte, triều đại hoàng gia hiện tại.
Các đạo cụ là sư tử vàng đăng quang. Trên huy hiệu là vương miện của Thụy Điển. Huy hiệu được bao quanh bởi phù hiệu của Dòng Seraphim, đội kỵ binh cao nhất trong cả nước, và đóng khung với một chiếc áo choàng hoàng gia của da dưới vương miện.
Áo khoác vũ khí nhỏ (Lilla riksvapnet) là huy hiệu riêng Thụy Điển; màu xanh với ba vương miện vàng, luôn được sắp xếp dưới vương miện hoàng gia, và không có dấu ngoặc, trật tự hoặc lớp phủ. Huy hiệu này thường được sử dụng bởi chính phủ và các đại sứ quán của Thụy Điển. Đó là từ màu sắc của huy hiệu mà màu cờ của Thụy Điển - màu xanh và màu vàng có hình chữ thập Scandinavi - được bắt nguồn. Nó đã được biết đến từ thế kỷ 14.

## Biến thể
|               |               |               |               |               |               |  |  |            |            |            |            |            |            |  |  |                                                        |                                                        |                                                        |                                                        |                                                        |                                                        |  |  |  |  |  |  |  |  |  |  |  |  |  |  |  |  |  |  |
|               |               |               |               |               |               |  |  |            |            |            |            |            |            |  |  |                                                        |                                                        |                                                        |                                                        |                                                        |                                                        |  |  |  |  |  |  |  |  |  |  |  |  |  |  |  |  |  |  |
|               |               |               |               |               |               |  |  |            |            |            |            |            |            |  |  |                                                        |                                                        |                                                        |                                                        |                                                        |                                                        |  |  |  |  |  |  |  |  |  |  |  |  |  |  |  |  |  |  |
| Ba vương miện | Ba vương miện | Ba vương miện | Ba vương miện | Ba vương miện | Ba vương miện |  |  | Nhà Bjelbo | Nhà Bjelbo | Nhà Bjelbo | Nhà Bjelbo | Nhà Bjelbo | Nhà Bjelbo |  |  | Nhà Bernadotte                                         | Nhà Bernadotte                                         | Nhà Bernadotte                                         | Nhà Bernadotte                                         | Nhà Bernadotte                                         | Nhà Bernadotte                                         |  |  |  |  |  |  |  |  |  |  |  |  |  |  |  |  |  |  |
| Ba vương miện | Ba vương miện | Ba vương miện | Ba vương miện | Ba vương miện | Ba vương miện |  |  | Nhà Bjelbo | Nhà Bjelbo | Nhà Bjelbo | Nhà Bjelbo | Nhà Bjelbo | Nhà Bjelbo |  |  | Nhà Bernadotte                                         | Nhà Bernadotte                                         | Nhà Bernadotte                                         | Nhà Bernadotte                                         | Nhà Bernadotte                                         | Nhà Bernadotte                                         |  |  |  |  |  |  |  |  |  |  |  |  |  |  |  |  |  |  |
|               |               |               |               |               |               |  |  |            |            |            |            |            |            |  |  |                                                        |                                                        |                                                        |                                                        |                                                        |                                                        |  |  |  |  |  |  |  |  |  |  |  |  |  |  |  |  |  |  |
|               |               |               |               |               |               |  |  | Nhà Vasa   | Nhà Vasa   | Nhà Vasa   | Nhà Vasa   | Nhà Vasa   | Nhà Vasa   |  |  | Karl XIV Johan của Thụy Điển Pontecorvo Thống chế Pháp | Karl XIV Johan của Thụy Điển Pontecorvo Thống chế Pháp | Karl XIV Johan của Thụy Điển Pontecorvo Thống chế Pháp | Karl XIV Johan của Thụy Điển Pontecorvo Thống chế Pháp | Karl XIV Johan của Thụy Điển Pontecorvo Thống chế Pháp | Karl XIV Johan của Thụy Điển Pontecorvo Thống chế Pháp |  |  |  |  |  |  |  |  |  |  |  |  |  |  |  |  |  |  |
|               |               |               |               |               |               |  |  | Nhà Vasa   | Nhà Vasa   | Nhà Vasa   | Nhà Vasa   | Nhà Vasa   | Nhà Vasa   |  |  | Karl XIV Johan của Thụy Điển Pontecorvo Thống chế Pháp | Karl XIV Johan của Thụy Điển Pontecorvo Thống chế Pháp | Karl XIV Johan của Thụy Điển Pontecorvo Thống chế Pháp | Karl XIV Johan của Thụy Điển Pontecorvo Thống chế Pháp | Karl XIV Johan của Thụy Điển Pontecorvo Thống chế Pháp | Karl XIV Johan của Thụy Điển Pontecorvo Thống chế Pháp |  |  |  |  |  |  |  |  |  |  |  |  |  |  |  |  |  |  |
|               |               |               |               |               |               |  |  |            |            |            |            |            |            |  |  |                                                        |                                                        |                                                        |                                                        |                                                        |                                                        |  |  |  |  |  |  |  |  |  |  |  |  |  |  |  |  |  |  |
|               |               |               |               |               |               |  |  |            |            |            |            |            |            |  |  | Napoléon Bonaparte                                     |                                                        |                                                        |                                                        |                                                        |                                                        |  |  |  |  |  |  |  |  |  |  |  |  |  |  |  |  |  |  |